# SPECTRE (James Bond)
 For alternative betydninger, se Spectre.
SPECTRE (også stavet som S.P.E.C.T.R.E.) er en fiktiv kriminel organisation som kan findes i Ian Flemings bøger om den britiske agent James Bond. 
Navnet er en forkortelse af SPecial Executive for Counter-intelligence, Terrorism, Revenge and Extorsion ('Specialgruppen for kontraspionage, terrorisme, hævn og afpresning'). 
S.P.E.C.T.R.E. ledes af den karismatiske superskurk Ernst Stavro Blofeld. Organisationen er bygget op i celler og Emilio Largo var efter sigende næstkommanderende. Hver celle består af tre til seks personer rekrutteret fra forskellige forbryder- og hemmelige organisationer såsom Gestapo, Unione Corse, SMERSH og Mafiaen) . I bogen Thunderball er hovedkvarteret placeret i Paris. I On Her Majesty's Secret Service holder organisationen til på bjerget Piz Gloria i Schweiz.
Organisationen introduceres for første gang i bogen Thunderball fra 1961. I filmene om James Bond er organisationen allerede med i den første film Dr. No (1962). Organisationen optræder i adskillige Bond-film og forsvinder aldrig helt før i For Your Eyes Only da Bond skaffer sig af med Blofeld ved at tippe ham ned i en stor fabriksskorsten.
Den 4. december 2014 blev det bekræftet at den 24. film om James Bond (fra EON Productions) ville få titlen Spectre. Filmen havde premiere i 2015.